# 一命
《一命》，由三池崇史執導、市川海老藏 (十一代目)與瑛太雙主演的日本古裝電影，2011年上映。
此片改編自瀧口康彥的原著小說《異聞浪人記》，是繼1962年小林正樹執導的電影《切腹》後，同原案的二度真人電影化。此片亦是史上首部古裝時代劇的3D電影。2011年，入圍第64屆坎城影展主競賽類。

## 劇情
在太平盛世的江戶時期，出現許多向各大名借庭院切腹的浪士。各大名在惻隱之心之下，皆善意辭退前來切腹者，並賞其金錢以打發勸退之。此消息傳開後，引來更多「假意」切腹但實質欲得到金錢的人，甚至成為一股詐財風氣。
某日，在齋藤勧解由（役所廣司 飾）當家老的藩邸，出現了一位浪士千千岩求女（瑛太 飾）。此浪士表示想要切腹。齋藤的左右手澤潟彥九郎（青木崇高 飾）和川邊右馬助（波岡一喜 飾）等人，懷疑千千岩亦是屬於假意切腹者，於是千千岩在被半逼迫之下，以「短竹刀」活活切腹致死。
其後，一名男子津雲半四郎（市川海老藏 飾）亦前往齋藤宅邸，表示要切腹。雖受眾人懷疑死意，但半四郎死意甚堅。齋藤在好奇之下詢問其尋死的理由，此時，半四郎沉痛的道出之前有一名男子前來此處表示欲切腹，卻在半逼迫之下喪命一事。而當時該位男子千千岩求女，即是半四郎的女婿。
原來，千千岩和半四郎女兒美穗（滿島光 飾）成婚之後，兩人雖然恩愛，但三餐不繼貧病交錯的日子，讓千千岩無法保護體弱多病的妻小而備感無力。某天，襁褓中的孩子發高燒甚久沒錢看病，妻子美穗亦臥床，千千岩在典當完家當後，仍苦無對策，於是興起假意切腹的念頭，希望得到看診的錢。千千岩離家奔向藩邸，但被齋藤及其手下看穿心思，於是千千岩跪著哭求齋藤，承諾會切腹，唯一請求即是齋藤能賜些少許銀兩讓妻小看病。最後，千千岩被逼著以竹刀切腹，在萬般痛苦之際，應該動手的介錯人澤潟彥九郎欲嚴懲千千岩而遲遲不下手，致使千千岩在切腹過程中痛苦慘死。
千千岩切腹後的遺體，被抬回家。齋藤的手下給了看病的錢。但，孩子卻已在此前因高燒不退而氣絕身亡。才遭喪子之痛的美穗，抱著早夭的孩子絕望的坐在丈夫千千岩的屍體旁，緩緩的拿出丈夫身上沾了血的和菓子，潰堤的伴著淚水一口口嚥下。同時失去摯愛的丈夫和孩子，美穗揮刀自盡。
半四郎返家後，見到眼前殘酷的一切......。

## 主要角色
- 津雲半四郎：市川海老藏 (十一代目) 飾
- 千千岩求女：瑛太 飾
- 美穗：滿島光 飾
- 田尻：竹中直人 飾
- 澤潟彥九郎：青木崇高 飾
- 松崎隼人正：新井浩文 飾
- 川邊右馬助：波岡一喜 飾
- 佐佐木：天野義久（日语：天野義久） 飾
- 井伊掃部頭直孝：平岳大（日语：平岳大） 飾
- 宗祐：笹野高史（日语：笹野高史） 飾
- 千千岩甚內：中村梅雀 飾
- 齋藤勧解由：役所廣司 飾

## 票房
首週在日本全國共460家電影院上映，2011年10月15、16日上映前兩日，票房87,024,700日圓，觀影人次72,858人。首週票房第4位。

## 獎項
- 獲獎

PAIFF&Dolby3D技術賞
第1回パロアルト國際電影節
第35回日本電影金像獎優秀助演女優賞：滿島光
第35回日本電影金像獎優秀美術賞：林田裕至
- 入圍

第64屆坎城影展主競賽類
第6屆亞洲電影大獎最佳女配角：滿島光
第6屆亞洲電影大獎最佳配樂：坂本龍一

## 外部連結
- 《一命》官方 YouTube 座談會片段（三池崇史×滿島光） （页面存档备份，存于）
- Metacritic上《一命》的資料（英文）
- 互联网电影数据库（IMDb）上《一命》的资料（英文）
- 爛番茄上《一命》的資料（英文）